# Гибаль, Бартелеми
Бартелеми Гибаль (фр. Barthélemy Guibal; 10 февраля 1699, Ним — 5 мая 1757, Люневиль) — франко-лотарингский скульптор и архитектор, Первый придворный скульптор герцогов лотарингских.

## Биография
Родился в 1699 году в Ниме. В 1720 году поселился в Люневиле, в герцогстве Лотарингия, и поступил на службу к владетельному герцогу Леопольду. В 1724 году получил звание Первого придворного скульптора, сменив Франсуа Дюмона (1688—1726), занимавшего эту должность с 1721 по 1724 год. 
В этот период Гибаль вместе с помощниками создал многочисленные статуи для украшения французского парка замка Люневиль (многие из них в настоящее время находятся в парке дворца Шветцинген).
Когда герцогом лотарингским стал Станислав Лещинский, Гибаль был подтверждён в должности; теперь он именовался «придворным скульптором и архитектором». Гибаль украшал скульптурами строения, которые создавались архитектором Эммануэлем Эре, а также числился помощником последнего. 
К работам Гибаля этого периода относится:
- Фонтан на площади Карьер в Нанси
- Парные фонтаны Нептуна и Амфитриты на другой городской площади Нанси, ныне известной, как площадь Станислава
- Скульптуры святого Яна Непомуцкого и Архангела Михаила, венчающие башни церкви Сен-Жак в Люневиле (одна из скульптур с годами частично обрушилась)
- Ещё одна статуя Амфитриты, которая сегодня украшает центральный фонтан торгового центра в канадском Монреале

Также Гибаль работал над памятником Людовику XV в Нанси, с моделью которого изображён на сохранившемся портрете.
От двух браков Гибаль имел 17 детей, в связи с чем постоянно находился в затруднительном материальном положении. 
Последние годы жизни Гибаля были омрачены конфликтом с его ведущим учеником, Сиффле, который интриговал против Гибаля при дворе герцога.
Скульптор Гибаль скончался в 1757 году в Люневиле.

## Галерея

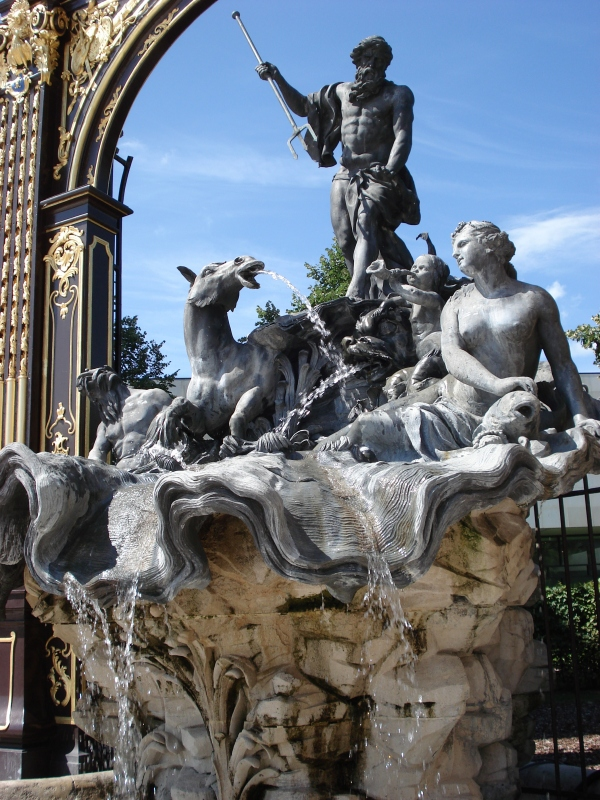
Фонтан Нептуна, площадь Станислава, Нанси
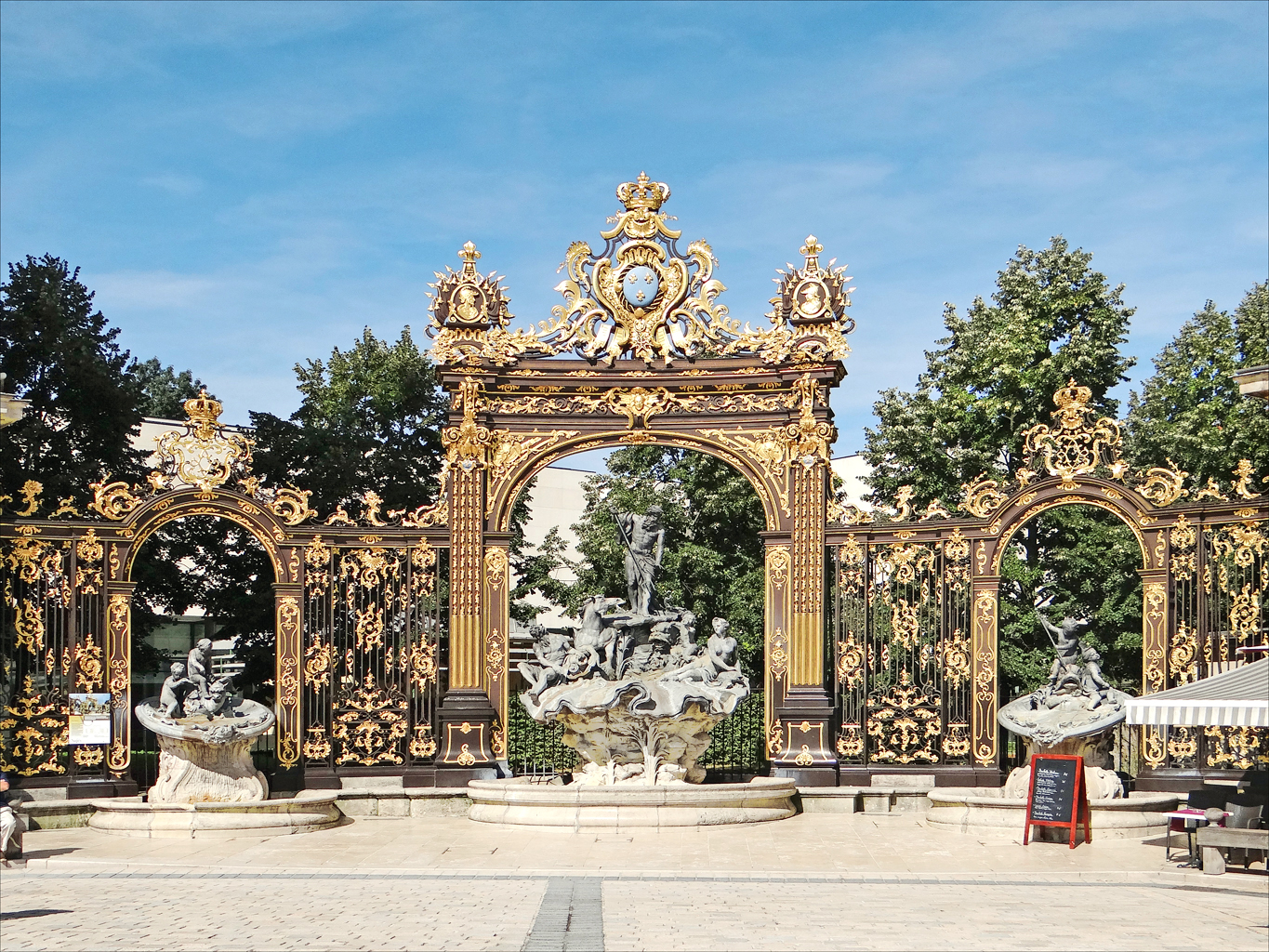
Фонтан Нептуна (общий вид)
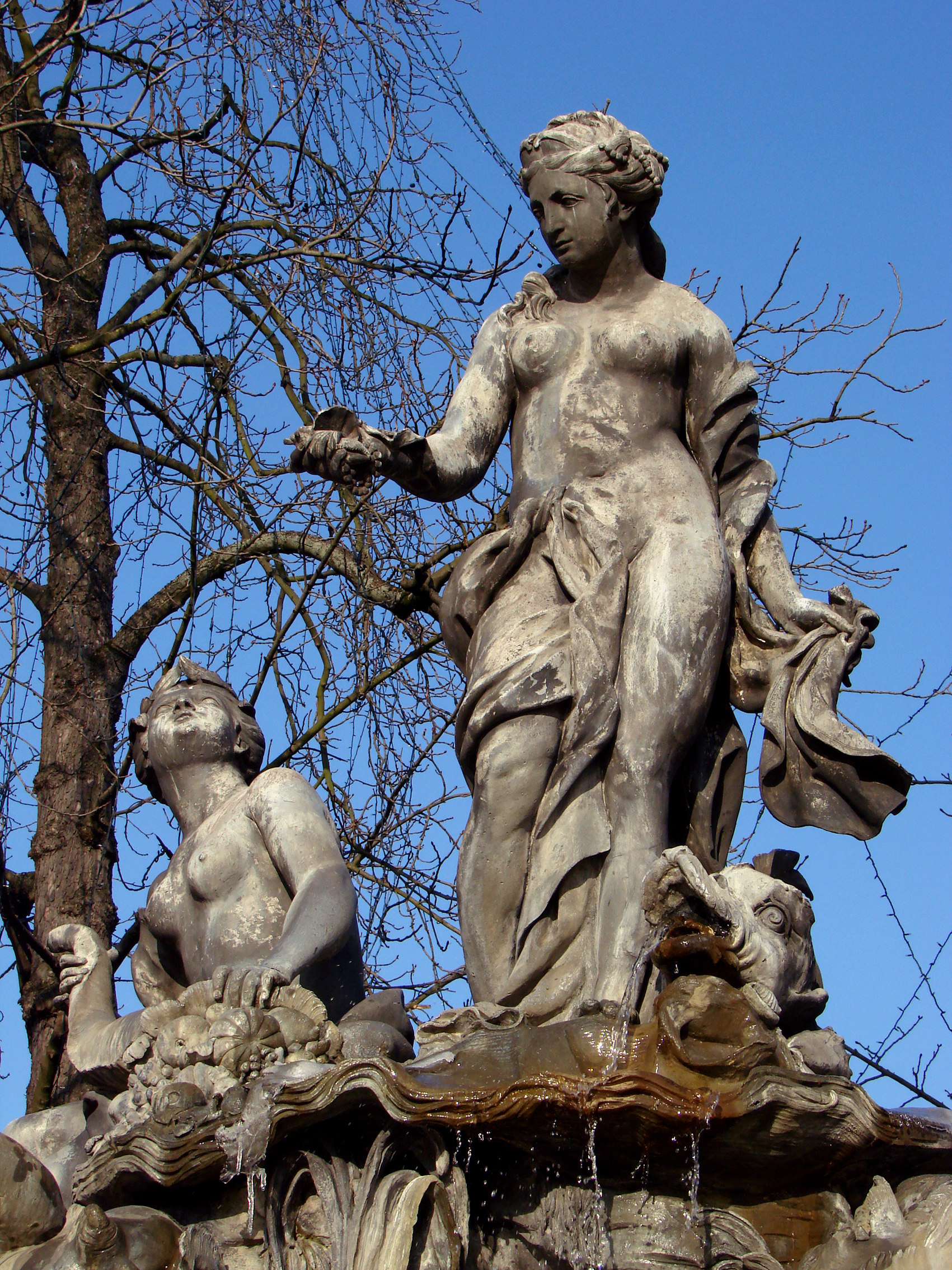
Фонтан Амфитриты, площадь Станислава, Нанси
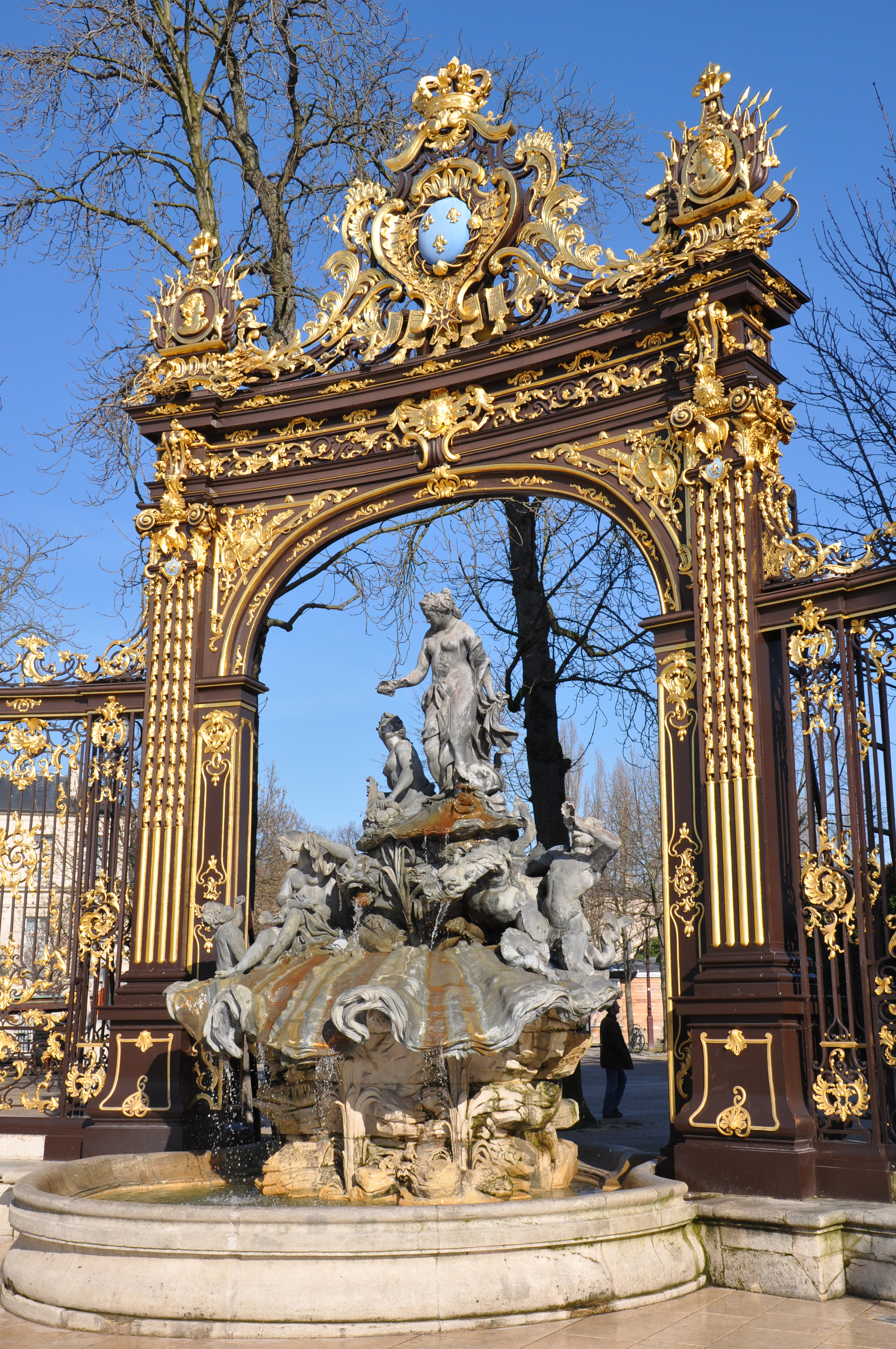
Фонтан Амфитриты (вид центральной части)
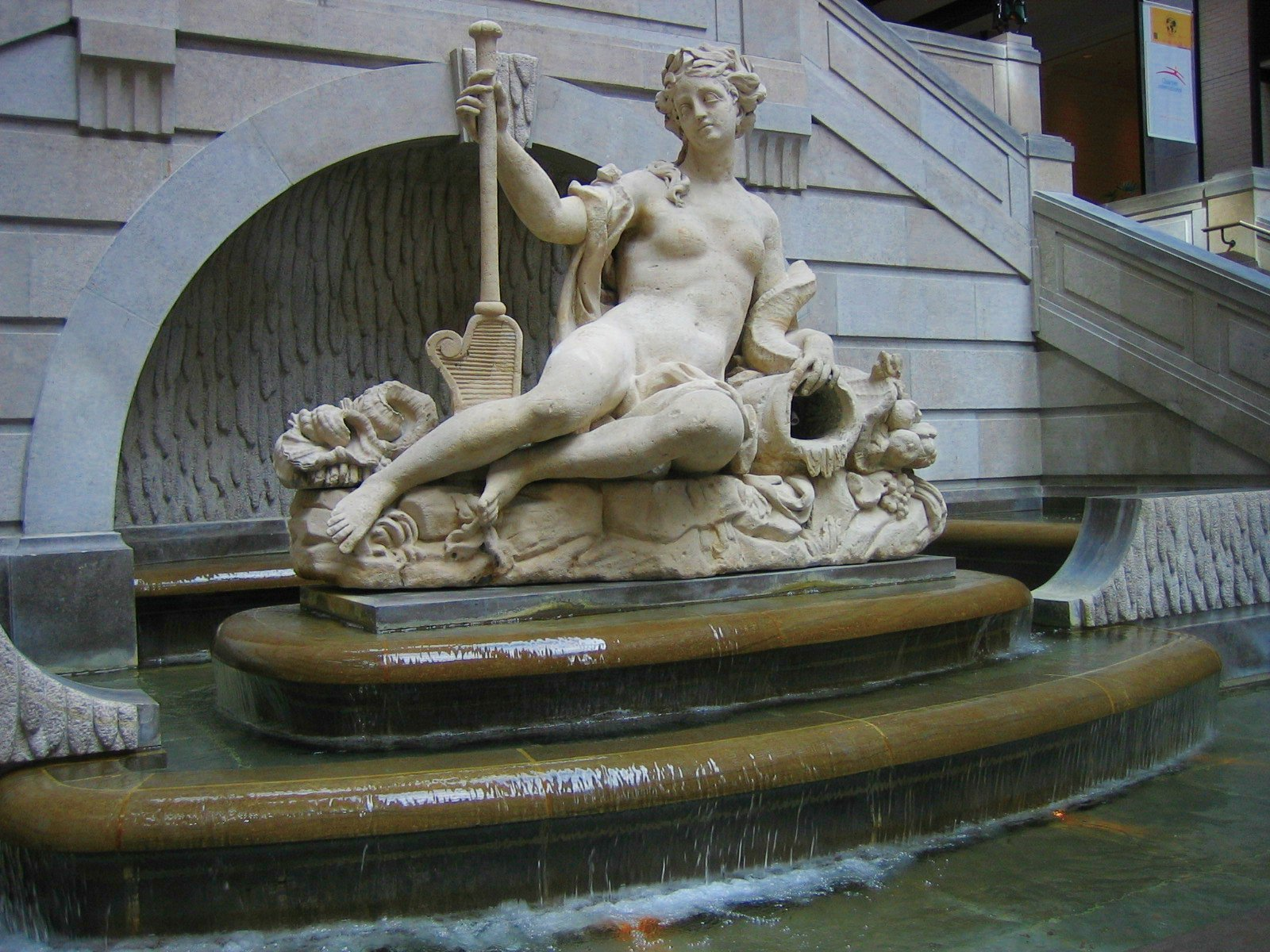
Статуя Амфитриты, торговый центр, Монреаль
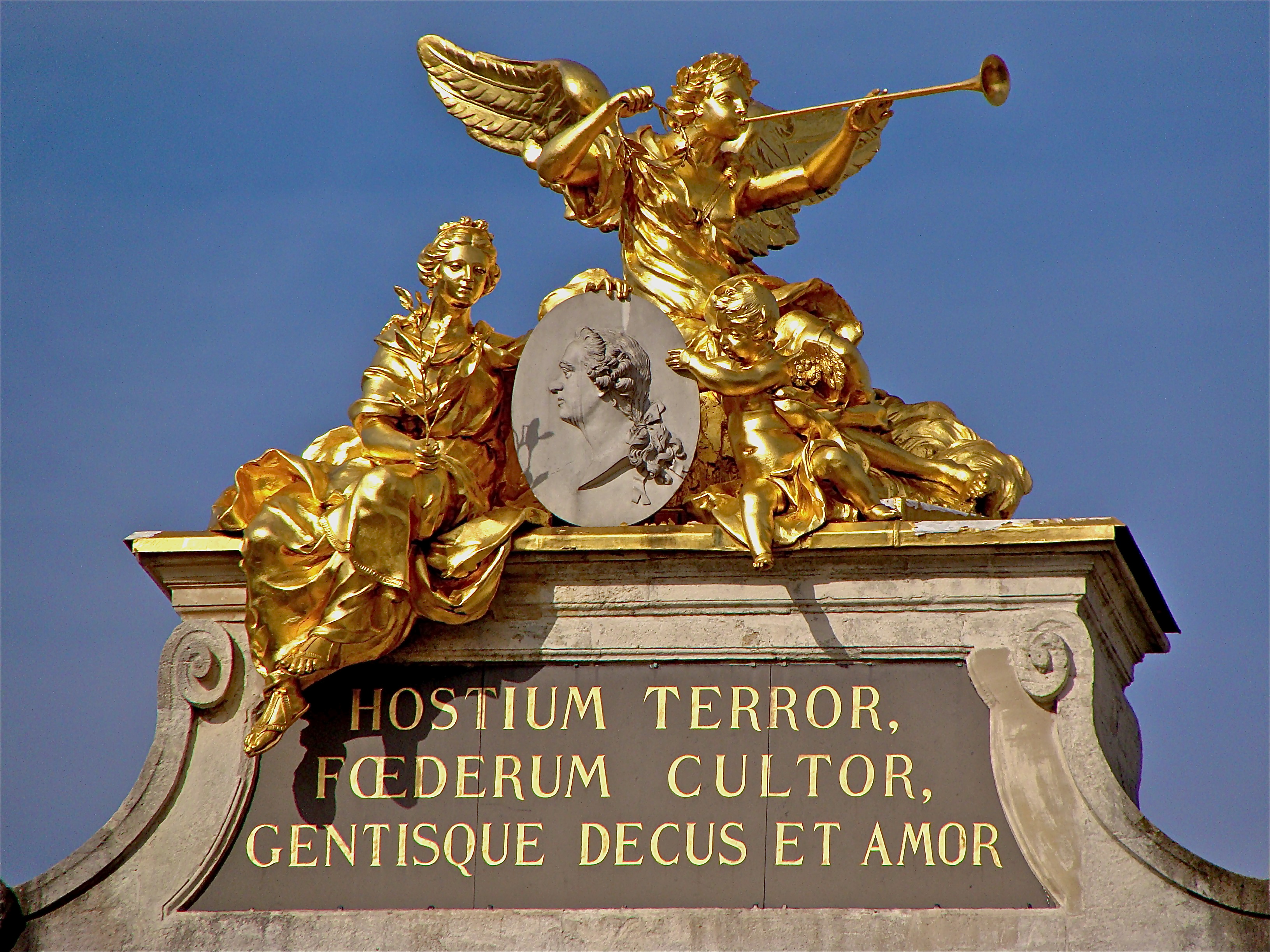
Скульптурный декор верхней части Триумфальной арки в Нанси
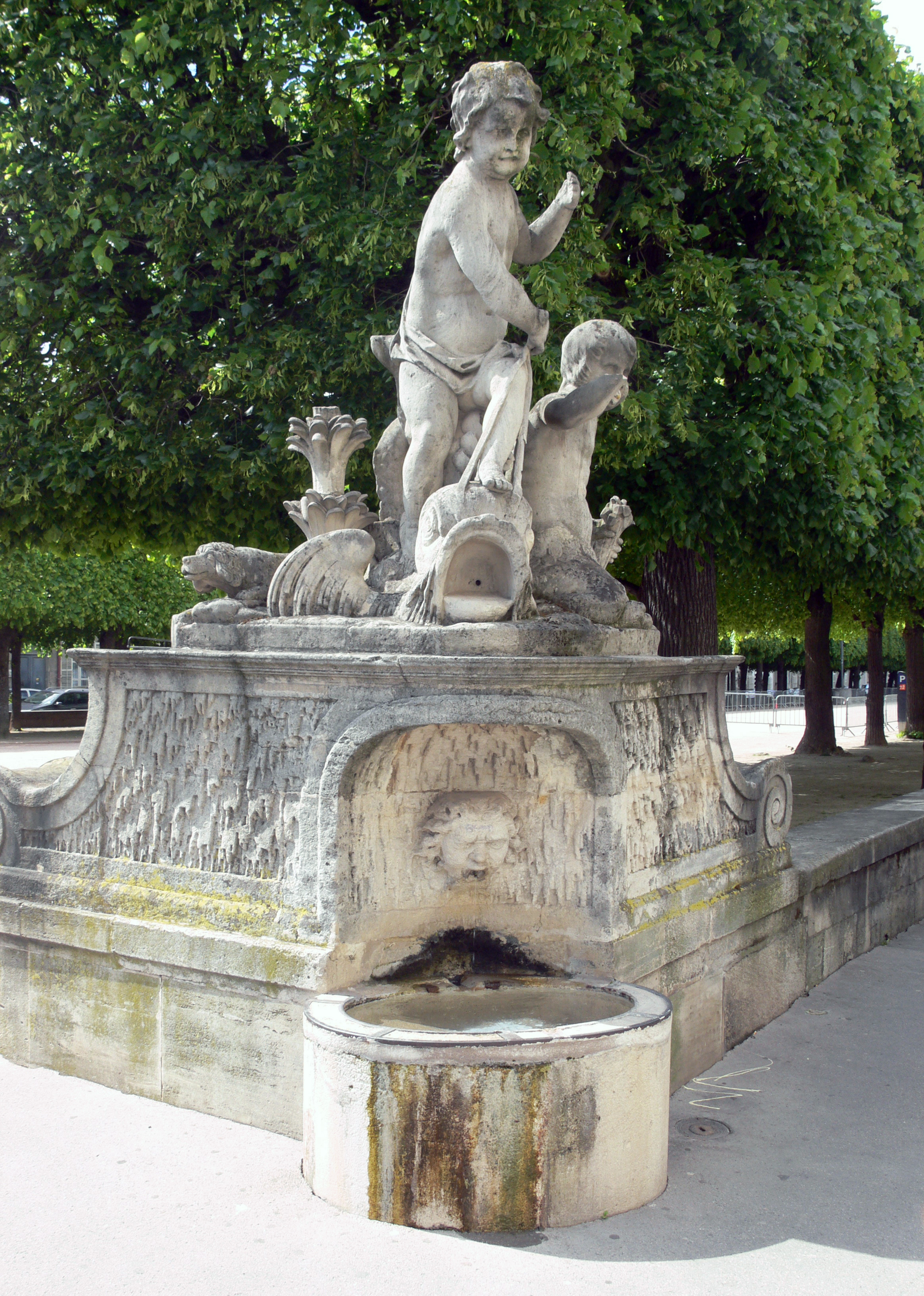
Фонтан на площади Карьер в Нанси
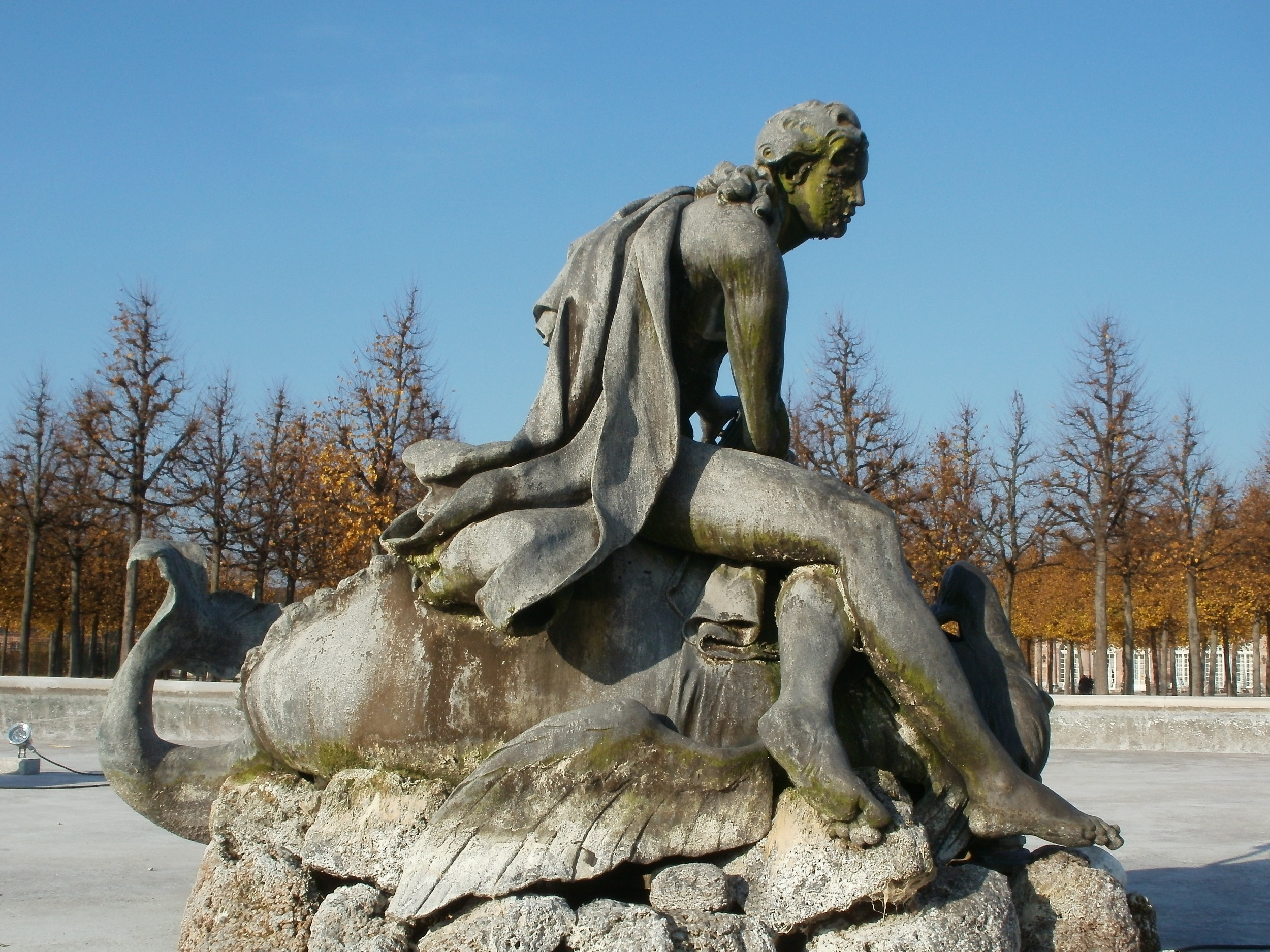
Фонтан Ориона (центральная фигура), парк дворца Шветцинген
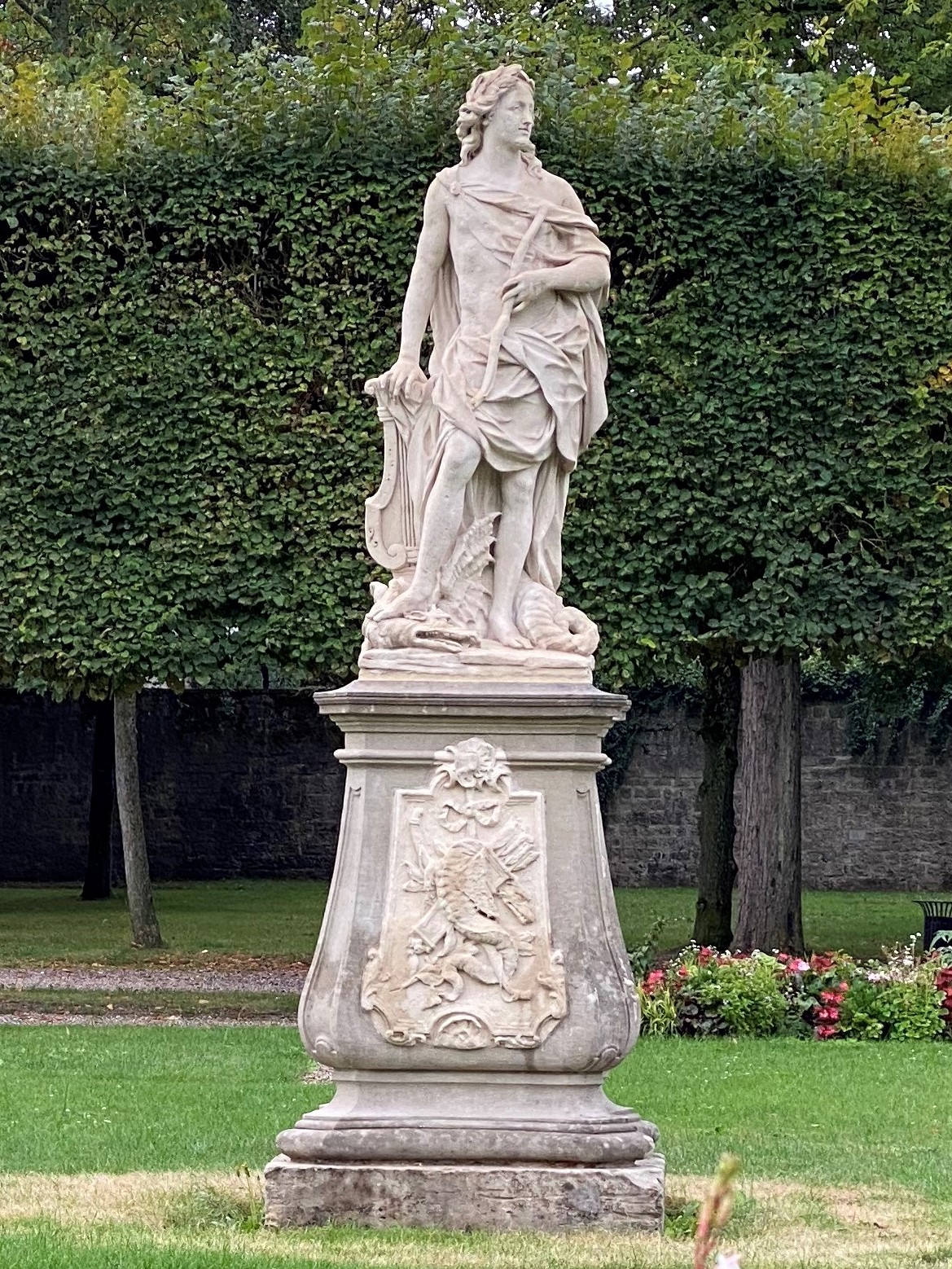
Аполлон
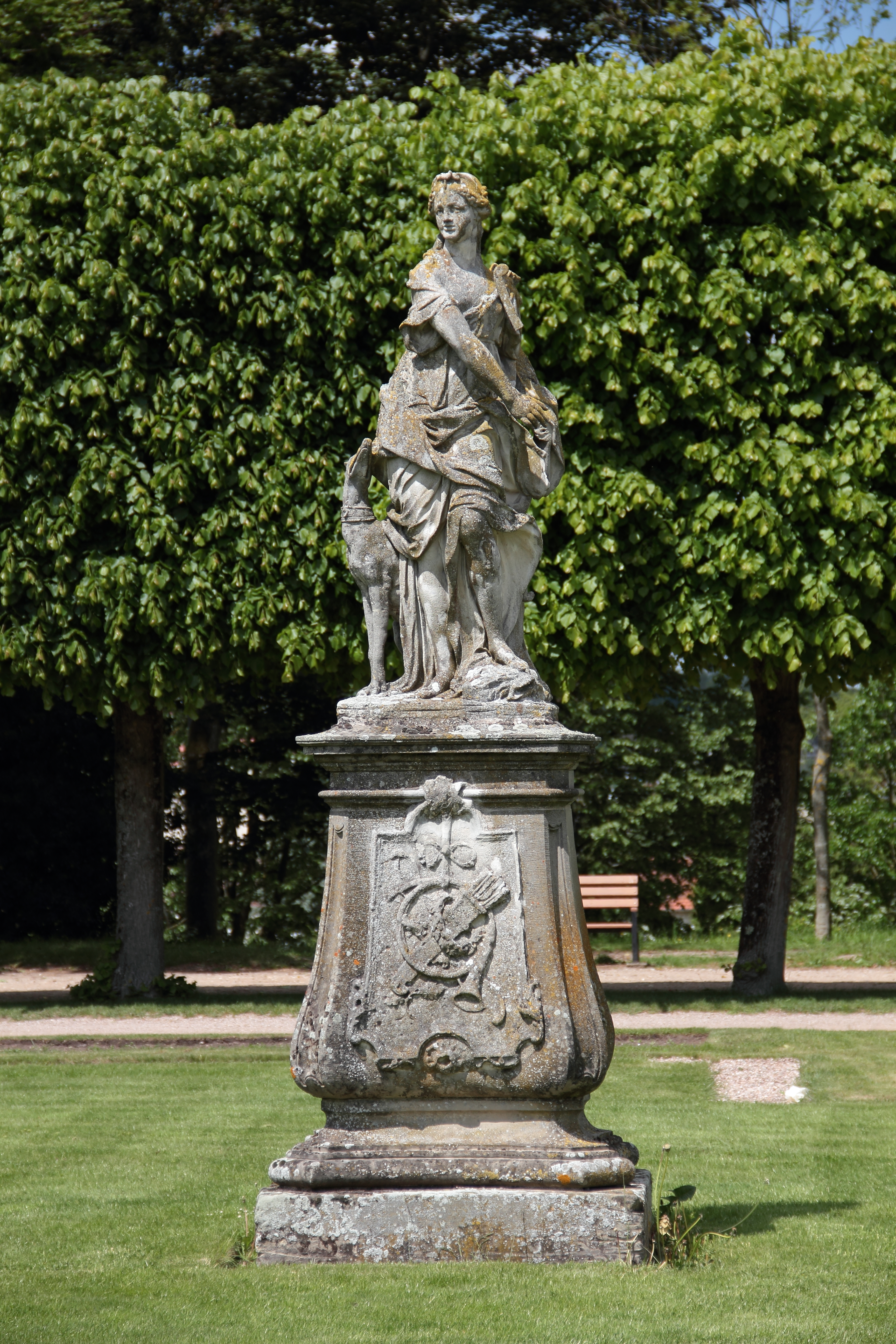
Диана
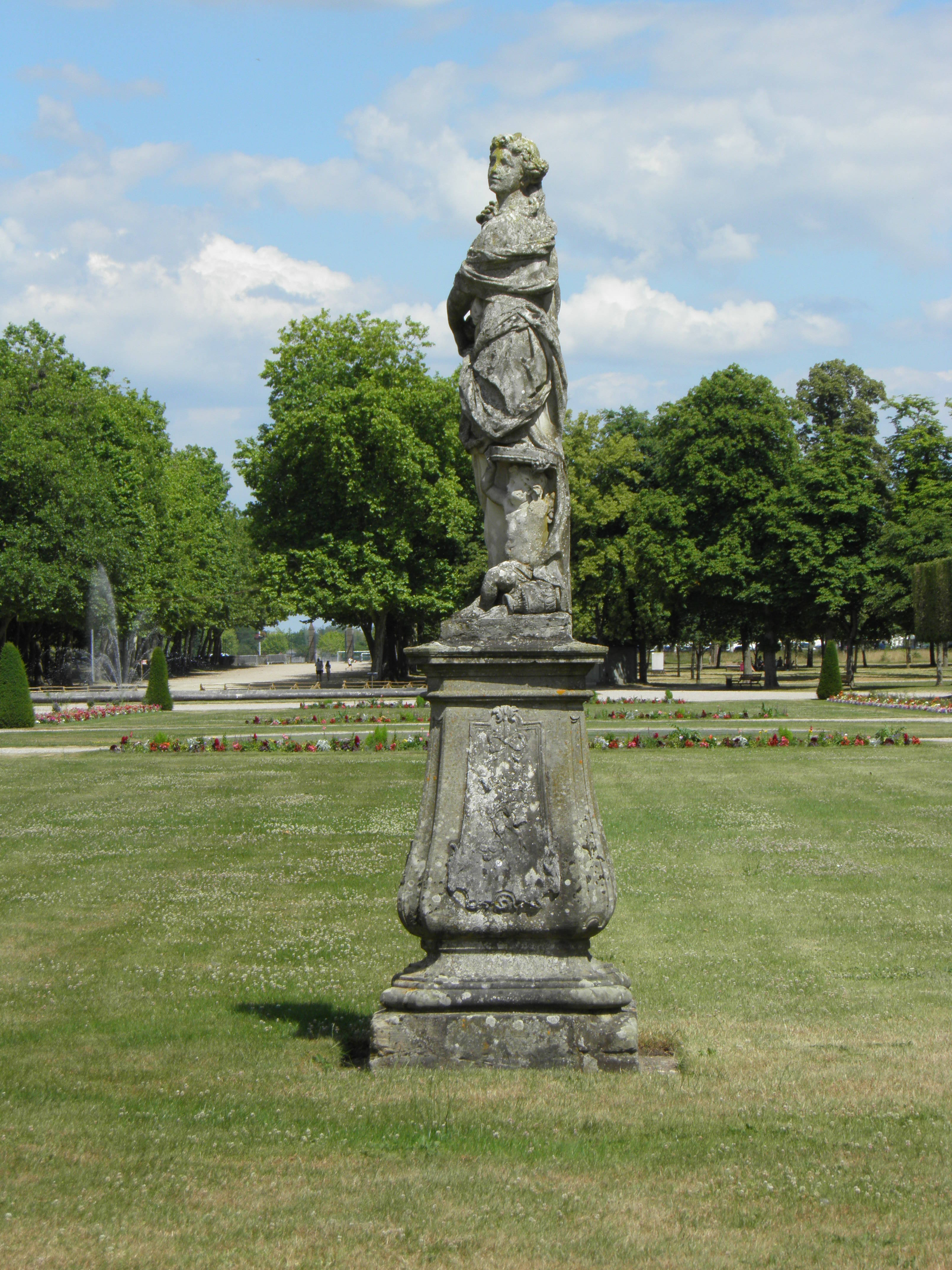
Флора
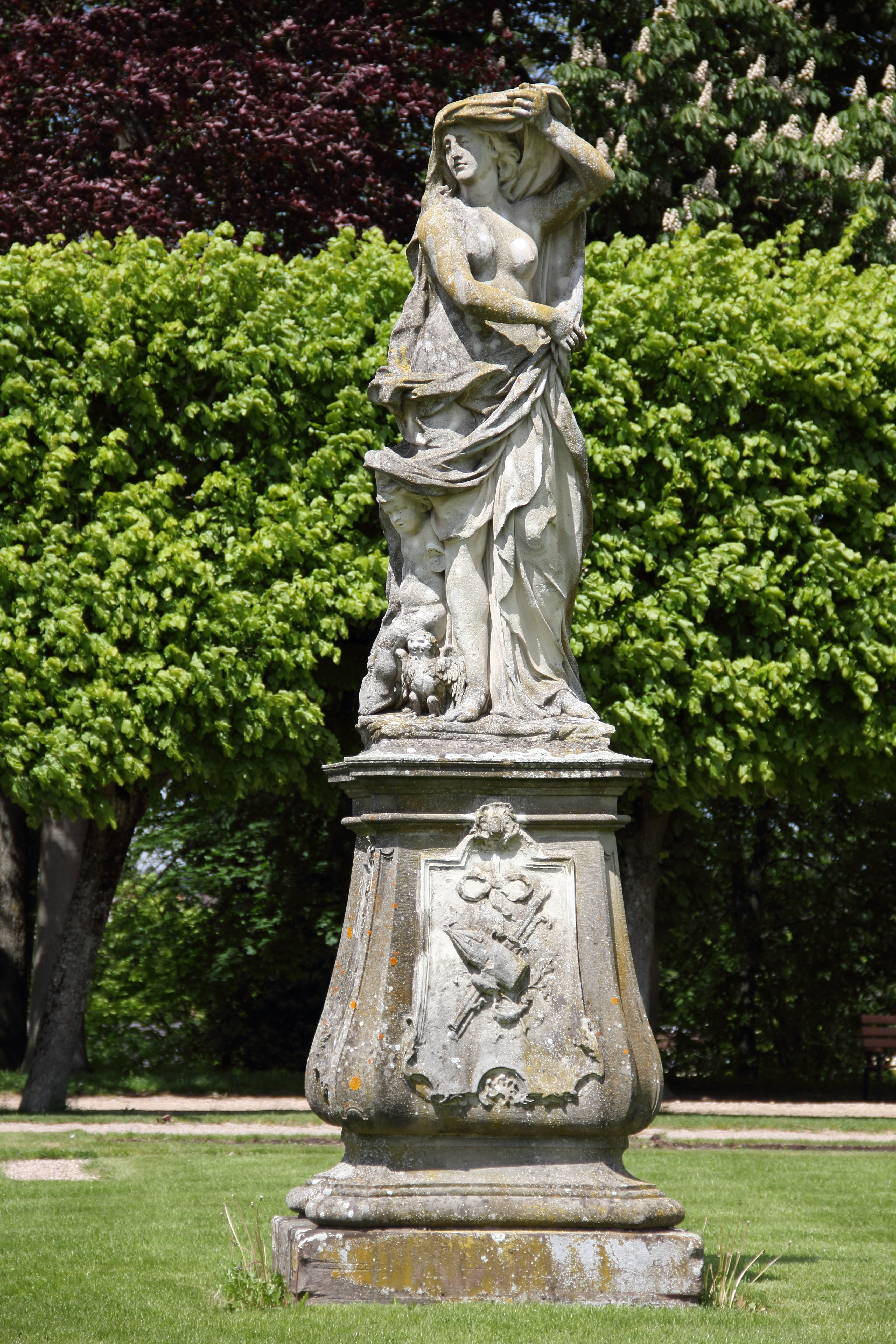
Аллегория Ночи (все четыре статуи — парк замка Люневиль)